# Атраван
Атраваны (авест. āθravan-, aθaurvan-, āϑravan, «жрец») — в древнем иранском обществе жреческий класс, сословие.
В индуизме Атхарван — имя собственное легендарного жреца, мифического автора «Атхарваведы», а атхарваны — клан его потомков-жрецов; в Древней Индии так называли особую категорию ведийских жрецов, ведавших при жертвоприношениях огнём и сомой. Считалось, что они — его потомки.
В переносном смысле — мудрец, причастный древним тайнам, маг.

## Термин
В праиндоиранской религии на основе анализа данных «Ригведы» и «Авесты» исследователями выделяются общие для этих памятников термины и понятия, которые и были характерны для праиндоиранской религии. Одно из них — «жрец», который в различных культурах звучит так:
- Индоиранский — *athar-van-
- Ведийский — атхарван (см. божество Матаришван)
- Авестийский — атраван (āϑrauuan)

Были сделаны попытки связать этот термин с авестийским ātar — «огонь» (не засвидетельствованным в вед.); но они были вызваны тем, что, вероятно, является ошибочным предположением о важности огня в древней индоиранской религии.
В 2024 году в докладе А. А. Амбарцумяна (СПбГУ, НИУ ВШЭ) «О происхождении и значении авестийского термина āθravan- „жрец“» был представлен анализ происхождения и значения указанного термина. Авестийский термин āθravan- «жрец» засвидетельствован в «Младшей» Авесте в различных формах, к которым восходят соответствующие формы в пехлевийской зороастрийской литературе на среднеперсидском языке. Так, например, пехл. āsrōn «жрец» является прямым продолжением форм косвенных падежей āθravan- (с сильной ступенью огласовки) и aθaurun- (со слабой ступенью), в то время как форма āsrō может быть отнесена к форме именительного падежа aθravā, по аналогии с ašō «праведный» от авест. ašavā. В авестийском фрагменте «Нирангистан» появляется термин для обозначения класса жрецов: aθauruna-, которому соответствует пехл. āsrō(n)īh. Засвидетельствованы композиты и производные слова, связанные с этим термином, и древнеиндийские параллели этого термина: átharvan- «жрец» и Átharva — имя персонажа полубога; его среднеперсидская форма была искажена в рукописях «Шахнаме» Фирдоуси (کاتوزیان kātuziān, вместо возможных آتوربان āturbān или آثرونان āsrunān).
Также Амбарцумян представил ретроспективный обзор основных ранее предлагавшихся этимологий первого компонента — авест. āθr- (вед. áthar-): «огонь» («жрец огня» — Дж. Дармстетер и др.), «порча, ненастье» («отвратитель порчи, апотропеист» — Г. Бейли, М. Бойс), «религиозное учение» («проповедник учения, учитель религиозной школы» — Х. Бартоломе, В. А. Лившиц), а также высказал несколько соображений по переводу этого термина в свете недавней гипотезы А. Лубоцкого о его неиндоевропейском происхождении и заимствовании в праиндоиранский (*atharvan-) из неизвестного языка так называемого «Бактрийско-маргианского археологического комплекса (БМАК)».

## В зороастризме
В «Авесте» (Ясна 19) перечисляются три сословия, на которые разделено общество: атраваны (священники) — это первая из них, затем следуют ратаэштары (воины) и свободные общинники (сословие скотоводов-земледельцев). Каждое из них ассоциировалось со своим цветом (см. паниранские цвета), атраванам был присущ белый цвет, который символизирует духовность, моральную чистоту и святость .
Значительным препятствием широкому распространению зороастризма стало освящённое учением и традицией монопольное положение персов-атраванов, из которых набирались кадры для наследственного сословия (по сути закрытой касты) заратустрийских священников-мобедов. Неважно, насколько праведным последователем учения Заратустры был тот или иной новообращённый неиранец, — сделать карьеру по духовной стезе ему всё равно было невозможно.

## В индуизме
В индуизме Атхарван — (atharvan «жрец огня», санскрит : अथर्वन् IAST : Atharvan, именительный падеж единственного числа : अथर्वा IAST : Atharvā), имя собственное родоначальника жрецов огня, а также именования его потомков.
Архарван — божественный жрец, он первым добыл трением огонь — Агни и первым установил огненное жертвоприношение (яджну).
Это легендарный ведический мудрец (риши) индуизма, который, как предполагается, вместе с Ангирасом является автором Атхарваведы. Иногда его также причисляют к семи главным риши — Саптариши.
«В Ригведе говорится, что с помощью жертвоприношения Атхарван пролагает пути, на которых рождается солнце, что он подносит чашу сомы Индре, что Индра же, как и Трита, Дадхьянч и Матаришван — его помощники, что Варуна даёт Атхарвану чудесную корову. Атхарван называли другом богов и считали, что он живёт на небесах. Иногда о нём говорили как о древнем учителе. Позже Атхарвана стали считать старшим сыном Брахмы, который открыл сыну божественное знание, его связывали с Праджапати и отождествляли с Ангирасом».
Его клан известен как атхарваны. В Древней Индии именем Атхарвана обозначали особую категорию ведийских жрецов, ведавших при жертвоприношениях огнём и сомой. Считалось, что они — его потомки.